# Moicheia
Na Grécia antiga, moicheia (grego μοιχεία) era usado para descrever a relação sexual secreta com uma mulher livre e respeitável. Essa relação sexual sempre foi contra a vontade do kyrios, o guardião da mulher.
A moicheia não era apenas sobre adultério ou outro sexo ilícito, mas geralmente uma violação da honra familiar. Assim, não apenas a honra da mulher foi manchada, mas também a de seu kyrios, o parente masculino mais próximo. Na antiga sociedade grega, apenas o chefe da família ( oíkos ) devia decidir sobre a sexualidade das mulheres abaixo dele, sobre as relações familiares e sobre a descendência na família. Um homem que invadiu esse reino privado e familiar buscaria vingança privada. Se ele fosse pego em flagrante, o chefe da casa ou seu parente mais próximo poderia matá-lo como moichos.  Geralmente, essa vingança era seguida pelo que era conhecido como julgamento de sangue por assassinato, durante o qual o vingador tinha que se defender das acusações de que não havia atraído intencionalmente sua vítima para sua casa.  Em Gortyn, um vingador poderia se purificar com a ajuda de quatro ajudantes de juramento.
Aristóteles  relata que em Tênedos o chefe de família vingador só recebia um efeito real se o ato fosse cometido com um machado e a adúltera fosse morta além do adúltero. Em Atenas, o desonrado foi autorizado a manter os moichós e extorquir um resgate. Se o pego não consentisse, a pessoa desonrada podia desonrar publicamente o adúltero (por exemplo, com a punição do rabanete). Aparentemente, também houve ações judiciais contra prisões injustificadas. Esse processo foi proferido em conexão com o caso Neaira.  Para Atenas, os gramáticos também deixaram a possibilidade de simplesmente entrar com uma ação judicial. Em Gortyn, o valor da multa foi fixado.
A mulher envolvida recebeu penalidades de honra em algumas pólis gregas. Em Atenas, por exemplo, um homem tinha que se separar de uma mulher adúltera e ela era excluída dos ritos religiosos. Se tal caso se tornasse conhecido, mulheres solteiras não seriam mais fáceis de casar.

## Literatura
- James N. Davidson: Kurtisanen und Meeresfrüchte. Die verzehrenden Leidenschaften im klassischen Athen. Siedler Verlag, Berlin 1999, ISBN 3-833-30199-6 (Neuauflage Berliner Taschenbuch Verlag, Berlin 2002; Original: Courtesans and Fishcakes: The Consuming Passions of Classical Athens. London 1997).
- Debra Hamel: Der Fall Neaira. Die wahre Geschichte einer Hetäre im antiken Griechenland. Primus-Verlag, Darmstadt 2004, ISBN 3-89678-255-X.